# Rizoma

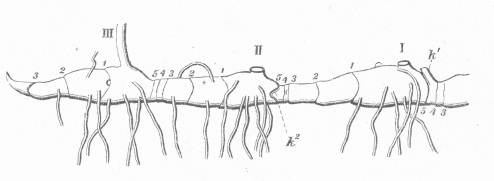
Esquema del rizoma de Polygonatum verticillatum. I y II señalan el crecimiento de los dos años previos, III señala el crecimiento actual. Los números arábigos (1, 2, 3...) indican el nudo o lugar donde se hallaba cada catáfila u hoja modificada, los espacios entre los números son los entrenudos. K1, k2, indican la posición de las yemas axilares que están inactivas (dormidas).

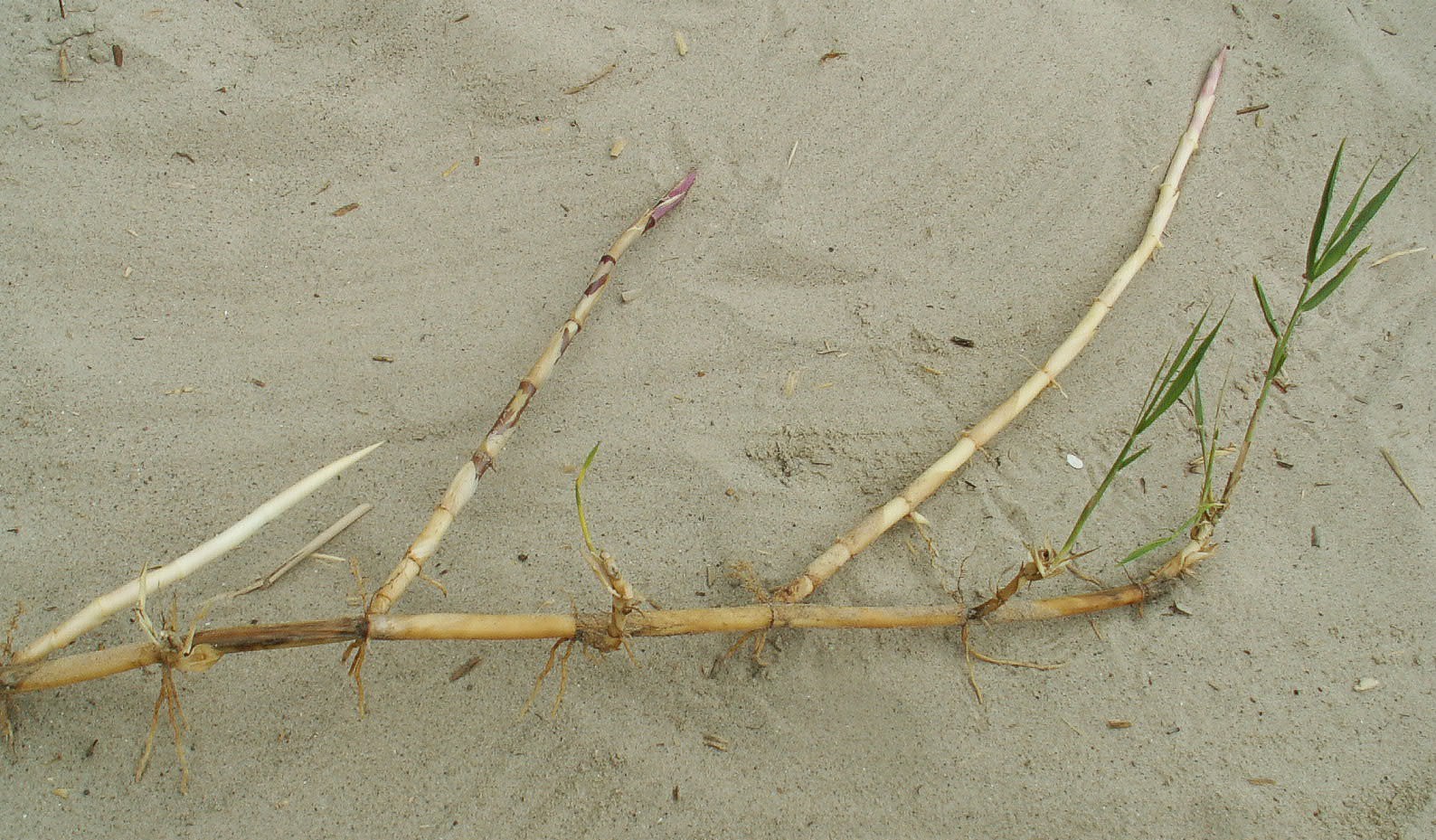
Rizoma de Phragmites australis.

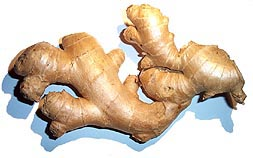
Rizoma de Zingiber officinale (jengibre).

En biología, un rizoma es un tallo subterráneo con varias yemas que crecen de forma horizontal emitiendo raíces y brotes herbáceos de sus nudos, los cuales cumplen la función de órgano reservante de nutrientes.
Los rizomas crecen indefinidamente. En el curso de los años mueren las partes más viejas, pero cada año producen nuevos brotes, de ese modo pueden cubrir grandes áreas de terreno. Sus ramas engrosadas suelen presentar entrenudos cortos, tienen catáfilos incoloros y membranáceos, raíces adventicias y yemas.

## Clasificación
Según su crecimiento y se modifican los rizomas pueden clasificarse en 2 grupos o ramificaciones simpodiales o monopodiales. Los rizomas simpodiales son aquellos en los que cada porción corresponde al desarrollo de yemas axilares sucesivas. La yema terminal de cada porción produce el brote epígeo. Ejemplos de este tipo de rizoma son Sansevieria thyrsiflora y Paspalum nicorae. En los rizomas monopodiales, en cambio, la yema terminal continúa el crecimiento indefinido del rizoma, mientras las yemas axilares originan los brotes epígeos. Este tipo de rizomas es característico de muchas especies invasivas o malezas, tales como Sorghum halepense.
Es un sistema de reproducción vegetativa común a muchas plantas, como Achimenes, Canna, Zantedeschia, lirio y jengibre (Zingiber officinale).
Los rizomas se pueden dividir en trozos que contienen una yema al menos cada uno y plantar por separado. Las plantas con rizomas son perennes, pierden sus partes aéreas en climas fríos, conservando tan solo el órgano subterráneo que almacena los nutrientes para la temporada siguiente.